# 維斯圖波維奇
51°33′49″N 29°4′41″E / 51.56361°N 29.07806°E
維斯圖波維奇是烏克蘭北部日托米爾州的村莊，由科羅斯堅區奧夫魯奇市鎮負責管轄，始建於1475年，面積0.09平方公里，海拔高度130米，2001年人口80。